# كاسيوس خان
كاسيوس خان (بالإنجليزية: Cassius Khan)‏ هو موسيقي هندي، ولد في 7 يونيو 1974.

## روابط خارجية
- كاسيوس خان على موقع IMDb (الإنجليزية)
- كاسيوس خان على موقع ديسكوغز (الإنجليزية)